# Prostanthera lanceolata
Espèce
Répartition géographique
Prostanthera lanceolata est une espèce de plante à fleurs de la famille des Lamiaceae endémique de la zone côtière de l'est de l'Australie. C'est un arbuste érigé, aromatique, qui aux tiges carrées, aux feuilles ovoïdes glandulaires et des fleurs mauves ou bleu-violet foncé.

## Description
Prostanthera lanceolata est un arbuste aromatique qui atteint généralement une hauteur de 3–4 m et a des branches de section transversale carrée. Ses feuilles sont vert moyen à foncé, plus pâles en dessous, ovoïdes plus ou moins étroites, longues de 15 à 25 mm et larges de  9 à 12 mm. Leur pétiole mesure 2 à 5 mm de long.
Les fleurs sont disposées en grappes près des extrémités des rameaux avec des bractéoles d'environ 1 mm de long à la base, mais qui tombent à mesure que la fleur se développe. Les sépales font environ 4 mm de long, formant un tube d'environ 2 mm avec deux lobes ; le lobe supérieur atteint 1,5 à 2 mm de long. Les pétales sont mauves à violet bleuâtre profond, longs de 8 à 12 mm. La floraison a lieu au printemps.

## Taxonomie
Prostanthera lanceolata a été formellement décrite pour la première fois en 1928 par Karel Domin dans le journal Bibliotheca Botanica à partir de matériel qu'il avait recueilli près du Mont Tamborine en 1910.

## Distribution et habitat
Cette espèce pousse en forêt dans les zones côtières de la Nouvelle-Galles du Sud et du Queensland.